# FN Model 1900
De FN Model 1900 is een vuistvuurwapen dat rond 1896
werd ontworpen door de Amerikaan John Browning en vanaf
1900 werd geproduceerd door de Belgische wapenfabrikant
FN Herstal.

## Andere namen
- FN M1900.
- FN Mle. 1900, Mle. voor het Franse woord Modèle.
- Browning M1900, naar de ontwerper.
- Browning No. 1 of Browning Nummer 1.

## Geschiedenis
John Browning ontwierp het handvuurwapen omstreeks 1896 en verbeterde het in 1897. In 1898 presenteerde hij zijn ontwerp aan het Belgische FN die het in 1899 in productie nam als FN Model 1899. In 1900 werd het wapen licht aangepast. Hierbij werd de loop ingekort van 122 naar 102 millimeter. Het pistool kreeg de nieuwe designatie FN Model 1900. Het raakte wijdverspreid in Europa bij militaire en politiediensten. Het bleef tot rond 1913 in productie en in totaal werden ruim een miljoen stuks gemaakt. Het pistool dat als miljoenste van de productielijn af kwam, werd cadeau gedaan aan John Browning. Hij hechte er echter geen waarde aan en liet het bij zijn vertrek naar Amerika achter in Brugge, waar het bleef tot 2006. Sinds 2023 bevindt de miljoenste FN1900 zich in het 'Grand Curtius firearms museum in Liege.'
In 1904 werd een FN Model 1900 gebruikt voor de moord op de Russische gouverneur-generaal van Finland (dat toen deel van Rusland was).
Op 30 augustus 1918 vuurde Fanny Kaplan er drie schoten mee op Vladimir Lenin, maar hij overleefde de aanslag.

## Ontwerp
De FN Model 1900 is een eenactie (hamer apart) semiautomatisch (zelfherladend) handvuurwapen dat herladen wordt met de terugslag.
Het magazijn is uitneembaar en kan zeven patronen van het kaliber 7,65 × 17 mm (met semi-randhuls) bevatten, eveneens door John Browning ontworpen.
De veiligheidshendel zit boven de greep aan de linkerzijde. De ejectiehendel van het magazijn zit onderaan de greep.
De Model 1900 was een van de eerste met een slede. In tegenstelling tot alle latere ontwerpen zit de loop onder die slede en niet erin.